# X-Men: Apocalipsis
X-Men: Apocalipsis es una película de acción, aventuras y superhéroes de 2016 perteneciente a la saga fílmica de X-Men. Está dirigida por Bryan Singer y su distribuidora es 20th Century Fox. Su estreno fue el 27 de mayo de 2016.
Su guionista y productor, Simon Kinberg, aseguró que sería la última entrega de la trilogía empezada con X-Men: primera generación.

## Argumento
Un poderoso mutante que se cree que fue el primero de su clase, llamado En Sabah Nur gobernaba el antiguo Egipto hace cinco mil años. Para sostenerse y prolongar su vida, En Sabah Nur cambiaba de cuerpo trasladando su conciencia y su alma a los cuerpos de otros mutantes y consecuentemente adquiría sus poderes. Debido a eso fue sumando diversos poderes mutantes que consiguió al pasar de cuerpo en cuerpo. Cuando En Sabah Nur envejeció y se estaba llevando a cabo un nuevo proceso para transferir su conciencia a su último cuerpo, el cual tenía un factor de curación, un grupo de soldados inconformes con su mandato, se rebelan contra él y tratan de evitar que la transferencia se complete derribando el templo donde se encontraba. Sin embargo, los Cuatro Jinetes de En Sabah Nur tratan de sofocar la rebelión, pero uno por uno mueren en el derrumbe intentando proteger a su líder, sin embargo su cuerpo finalmente es preservado mientras la transferencia se completa al 100% durante el derrumbe y este se queda sepultado vivo bajo los escombros, entrando en un estado de coma.
En 1983, diez años después de los eventos de X-Men: días del futuro pasado, el mundo ha comenzado a ver a los mutantes con mejores ojos a raíz de las acciones de Mystique, y Erik se ha convertido en un fugitivo buscado en todo el mundo con el alias de Magneto; el mutante que controla el metal ahora trabaja en una fundidora, se ha casado y vive en Polonia con su esposa Magda y su hija pequeña Nina quien, al igual que él, es una mutante la cual puede comunicarse con los animales. En una escuela de Estados Unidos, el joven Scott Summers protagoniza un incidente ya que sus poderes mutantes se manifiestan por primera vez al disparar rayos ópticos de sus ojos. Su hermano mayor, Alex, sabe lo que le ocurre a Scott y lo lleva al instituto educativo del profesor Charles Xavier en el condado de Westchester, Nueva York, con la esperanza de que Xavier y Hank McCoy le enseñen a controlar sus habilidades. Scott allí conoce a la mutante telepática y telequinética Jean Grey, y los dos desarrollan una atracción. Luego, Hank le diseña a Scott unas gafas especiales que bloquean sus rayos ópticos, para evitar que estos se salgan de control.
Mientras tanto en Berlín del Este, la mutante metamorfa Mystique investiga un club subterráneo de luchas clandestinas donde las personas apuestan por ver pelear a los mutantes entre sí y descubre al campeón mutante Ángel, quien acaba de vencer fácilmente a Blob. Luego, es obligado a luchar contra otro mutante, un joven de aspecto similar a un demonio con la capacidad de teletransportarse llamado Kurt Wagner, más conocido como Nightcrawler. Mientras luchan, Raven aparece para rescatarlos. Ángel escapa malherido y Raven sale de allí con Nightcrawler.
Por otro lado en El Cairo, Egipto, la agente de la CIA Moira MacTaggert, en una misión, descubre un pasadizo secreto bajo el suelo de una casa donde hay un culto de adoradores de En Sabah Nur. Moira provoca el despertar de En Sabah Nur cuando intenta espiarlos ya que al acceder al lugar, dejó abierta la entrada permitiendo que entre la luz del sol. La cama de la pirámide se activa gracias a la luz solar y saca a En Sabah Nur de su estado de coma. En Sabah Nur despierta haciendo explotar las ruinas, lo que causa un terremoto en todo el mundo, incluso ocasiona disturbios donde Magneto está trabajando, y se ve forzado a usar sus poderes para salvar a un compañero de trabajo que estaba a punto de ser aplastado, atrayendo la atención de los demás y provocando que las autoridades vayan a buscarlo para capturarlo. De vuelta al instituto, Xavier descubre que Jean tuvo una visión del fin del mundo, y decide ir con Hank a Cerebro para averiguar de dónde provino el temblor, entonces encuentra a Moira.
En la Polonia comunista, Erik decide escapar con su esposa e hija para evitar que las autoridades polacas vengan por ellos, pero su hija Nina se había aventurado en el bosque y unos policías polacos, armados con arcos y flechas de madera, la encuentran antes que sus padres. Sin embargo ellos le dicen a Erik que sólo vinieron por él ya que sus compañeros de trabajo lo reportaron con las autoridades polacas sobre lo que sucedió en la fundidora. Cuando Erik estaba por entregarse sin resistencia alguna, su hija Nina se desespera por miedo a perder a su padre, y convoca una bandada de águilas con sus poderes, pero en medio de la confusión, uno de los policías se distrae y les dispara accidentalmente una flecha de madera a la esposa e hija de Erik, quienes mueren en el acto. A raíz de lo ocurrido y en represalias de lo que hicieron, Erik ejecuta a todos los policías usando el collar de metal de su hija.
Cuando Raven lleva a Kurt con el mercader negro Caliban solicitándole que le proporcione documentación y pasaporte para viajar a Estados Unidos, este le informa sobre la trágica muerte de la familia de Magneto. En Egipto, En Sabah Nur defiende de unos vendedores armados a la ladrona de El Cairo, Ororo Munroe, quien puede controlar el clima y ella, en agradecimiento, lo lleva hasta su casa. Tras tocar un televisor y aprender sobre la historia del mundo durante los últimos 5000 años desde su encierro, En Sabah Nur cree que la humanidad ha perdido el camino sin su presencia. Con el objetivo de destruir y rehacer el mundo, él recluta a Ororo mejorando sus poderes y su aspecto estético.
Para averiguar sobre la historia de Apocalipsis en Egipto y el fin del mundo, Xavier y Alex van hacia la CIA a consultar con la agente Moira MacTaggert, quien ha estado investigando la leyenda de Nur. Luego en el instituto, Raven llega con Kurt y son recibidos por Hank. Scott invita a Jean, Kurt y Jubilation Lee al centro comercial para divertirse.
Mientras tanto en Alemania, En Sabah Nur en busca de los mutantes "más fuertes", recluta a la guardaespaldas de Caliban, Psylocke, mejorando su poder. Ella le dice que conoce a la clase de mutantes que él busca y sabe dónde hallarlos. Psylocke lleva a En Sabah Nur y Tormenta con Ángel, quien quedó incapacitado luego de que Nightcrawler le electrocutó las alas empujándolo contra una jaula electrificada pero En Sabah Nur mejora sus poderes, transformando las alas de Warren en metal. Xavier y Alex llevan a Moira al instituto y se encuentran con Raven, quien está confundida porque Moira no la reconoce debido a que Charles borró su memoria desde el conflicto en Cuba hace 20 años. Raven le informa a Charles lo que pasó con Magneto. Mientras tanto Erik regresa a la fundidora para vengarse de sus compañeros de trabajo por atreverse a delatarlo con las autoridades polacas, pero En Sabah Nur se teletransporta al lugar con Tormenta, Psylocke y Ángel y se encarga de matar a los trabajadores en lugar de Erik, hundiéndolos bajo tierra. Luego lleva al devastado Erik al campo de concentración de Auschwitz, donde el poder de Erik se manifestó por primera vez. Persuadido por la filosofía de En Sabah Nur, los poderes de Erik son mejorados y destruye el campamento entero, uniéndose a él.
Peter Maximoff se informa por las noticias sobre el paradero de Magneto, al saber que es su padre biológico y espera que Xavier pueda ayudarlo a encontrarlo. En el instituto, Xavier, Raven, Hank, Alex y Moira entran a Cerebro, un dispositivo de amplificación de ondas cerebrales que Xavier utiliza para localizar mutantes y humanos, localizando a Magneto y trata de convencerlo de que no se deje llevar por el dolor de su perdida. Sin embargo en ese momento, En Sabah Nur usado su telepatía detecta la presencia de Charles en la mente de Erik y usando su poder consigue acceder de forma remota a Cerebro y de paso consigue controlar la mente de Xavier, para luego forzar a este último a entrar en las mentes de los comandos de las superpotencias globales y obligarlos lanzar todos sus arsenales nucleares hacia espacio exterior, para evitar que los gobiernos interfieran con sus planes de destruir y rehacer el mundo. En ese momento, Xavier consigue salir del control mental por unos segundos y le pide a Alex que destruya a Cerebro con sus poderes para liberarse del control mental, pero Apocalipsis y sus Cuatro Jinetes se teletransportan a la mansión y secuestran a Xavier, quien quedó desmayado. Intentando detenerlos, Alex les dispara un rayo de su pecho pero accidentalmente le da al generador principal causando una explosión que lo mata y destruye toda la mansión X. Justo en ese momento llega Peter Maximoff; él usa su súper velocidad para evacuar a los estudiantes y maestros antes de que la explosión destruya la mansión, pero falla en salvar a Alex. Scott, Jean, Kurt y Jubilee llegan a los pocos segundos y Scott se lamenta por la muerte de su hermano Alex. Sin embargo aparece el ahora Mayor, William Stryker y sus tropas, lanzando una onda sónica a todos los mutantes para capturar a Hank, Raven, Peter y Moira dejando a los estudiantes más jóvenes, posteriormente los llevan a una instalación militar ubicada en una represa en el Lago Alkali para interrogarlos.
Scott, Jean y Kurt los siguen encubiertamente hacia la represa del Lago Alkali, donde Hank, Raven, Peter y Moira despiertan y están siendo interrogados por Stryker para saber dónde está Xavier debido a lo ocurrido con los arsenales nucleares lanzados al espacio. Scott, Jean y Kurt entran a la base de la represa para encontrar a sus amigos, en ese momento Xavier secretamente envía una llamada telepática de auxilio a Jean diciéndole que está en El Cairo. Los tres adolescentes son descubiertos por los soldados de Stryker, quien ordena que los eliminen, pero ellos se ocultan en un contenedor, allí escuchan los ruidos de un mutante encerrado el cual es un experimento de Stryker con el cerebro lavado conocido como Arma X, que resulta ser Wolverine, y lo liberan de su celda. Con furia, Wolverine asesina a todos los soldados que se cruzan en su camino. Stryker se entera de que su experimento está suelto en la base y decide escapar en secreto, ya que es consciente de que Wolverine va tras él. Por otro lado Scott, Jean y Kurt se encuentran con Wolverine, y Jean lo ayuda a restaurar parte de sus recuerdos antes de que este se marche del lugar. Después, Scott, Jean y Kurt liberan a sus compañeros y les dicen dónde está Xavier, ellos se llevan un jet equipados con trajes negros y parten rumbo a El Cairo para luchar contra Apocalipsis y sus jinetes.
Por orden de En Sabah Nur, Erik usa sus poderes para controlar los polos magnéticos de la Tierra, causando gran destrucción a través del planeta. En Sabah Nur desintegra gran parte de El Cairo para construirse una pirámide como templo y vivienda, en donde planea transferir su conciencia al cuerpo de Xavier y usar su poder para esclavizar a cada persona en la Tierra. En la batalla enfrentando a los Cuatro Jinetes, Kurt rescata a Xavier, pero él pierde el pelo mientras avanzaba el proceso de transferencia. Todos escapan excepto Peter y Raven, quienes se quedaron a convencer a Magneto de que los ayude. Ángel y Psylocke persiguen a los X-Men que escapan en el jet con Xavier pero Jean hace que el jet se precipite mientras Nightcrawler trata de teletransportar a todo el equipo junto fuera de la nave, Ángel intenta detenerlos pero los X-Men escapan y Ángel muere al quedar dentro del jet cuando este se estrella. En Sabah Nur aparece para enfrentarse a los otros, pero Magneto lo traiciona y trata de derrotarlo. Con la ayuda de Scott, lo mantienen ocupado físicamente mientras que Xavier lo combate telepáticamente en el plano astral. Pero En Sabah Nur es más fuerte, finalmente, Xavier alienta a Jean a liberar toda la extensión de sus poderes, y con ayuda de Scott, Magneto y Tormenta, quien también se une a ellos, incineran a En Sabah Nur, matándolo para siempre, mientras Psylocke escapa del lugar.
Xavier le devuelve a Moira sus recuerdos sobre la batalla de Cuba de hace 20 años y reavivan su relación. Erik y Jean ayudan a reconstruir la escuela, pero Erik rechaza la oferta de Xavier de quedarse y ayudar a enseñar. Peter decide no decirle a Erik que es su hijo y se queda en la escuela como estudiante, al igual que Ororo. Usando unos Centinelas confiscados, Hank y Raven entrenan a los nuevos miembros de los X-Men: Scott, Jean, Ororo, Kurt y Peter.
En una escena poscréditos, hombres vestidos con trajes negros visitan la instalación abandonada de Stryker y recuperan datos de su experimento mutante, incluyendo unas radiografías y una muestra de sangre etiquetada con el nombre “Arma X” para la Essex Corporation.

## Reparto

### X-Men
- James McAvoy como Charles Xavier / Profesor X: El telépata más poderoso del mundo, que finalmente reabrió el instituto después de cambiar el futuro. Es el fundador de la Escuela Xavier para Jóvenes Talentos y los X-Men. McAvoy se afeitó la cabeza para el papel.
- Jennifer Lawrence  como Raven Darkhölme / Mystique: Una mutante con la capacidad de cambiar de forma. Según Singer, Raven actúa para sí misma, para ayudar a los mutantes que son oprimidos o esclavizados, incluyendo Nightcrawler. Lawrence dijo «oye acerca de lo que le pasó a Erik y ella quiere ir a buscarlo y lo ayudará.»
- Rose Byrne como Moira MacTaggert: Una agente de la CIA que se enamoró de Xavier, después de que se le borrara la memoria en X-Men: primera generación.
- Nicholas Hoult  como Hank McCoy / Bestia: Un mutante de piel azul, pies prensiles y capacidades físicas sobrehumanas. Hank actúa como maestro en la escuela de Xavier y construye inventos para los estudiantes con problemas. También construyó el X-Jet.
- Evan Peters como Peter Maximoff / Quicksilver: Un mutante que puede moverse, pensar y percibir a velocidades inhumanas, y es hijo de Magneto. Al describir la relación entre Quicksilver y Magneto, Peters declaró: «He aprendido que es mi padre en este momento y yo estoy tratando de... no sé lo que puedo decir. estoy intentando... Sí. es como un hijo adoptivo o cualquier tipo de niño que tiene un extraño padre tratando de... él sabe quién es ahora lo que está tratando para encontrarlo, él ha estado buscando para él, han pasado diez años y él no lo ha encontrado y luego algo sucede».
- Tye Sheridan como Scott Summers / Cíclope: Un mutante que dispara rayos ópticos incontrolables y destructivos y lleva una visera o gafas de sol para estabilizar y contenerlos, y es el hermano menor de Havok.
- Sophie Turner como Jean Grey: Una mutante que tiene miedo de sus poderes telepáticos y telequinéticos y es una de las estudiantes más preciadas de Charles Xavier.
- Kodi Smit-McPhee  como Kurt Wagner / Nightcrawler: Un alemán mutante con la apariencia de un ser azul que puede teletransportarse y es uno de los nuevos estudiantes de Charles Xavier.

### Jinetes de Apocalipsis
- Oscar Isaac como En Sabah Nur / Apocalipsis: Es el primero y más poderoso mutante del mundo, nacido en la antigüedad de Egipto con una variedad de habilidades sobrehumanas, que incrementó aún más a sí mismo después de la fusión con tecnología Celeste y un traje especial de campo de batalla. Este mutante ha adquirido los poderes de diversos mutantes mediante la transferencia de su consciencia a dichos mutantes. Isaac describe Apocalipsis como la «fuerza creativa y destructiva de la Tierra.» Y añadió: «Cuando las cosas empiezan a ir mal, o cuando las cosas parecen que no se están moviendo hacia la evolución, Apocalipsis destruye aquellas civilizaciones.»
- Michael Fassbender  como Erik Lehnsherr / Magneto: Un mutante con la capacidad de controlar los campos magnéticos y manipular el metal que se convierte en el último de los jinetes del Apocalipsis conocido como Guerra.
- Olivia Munn como Psylocke: Una mutante con habilidades telepáticas, que se convierte en el segundo de los jinetes del Apocalipsis conocida como Peste. Sus habilidades incluyen también proyectan la energía psíquica púrpura, usualmente en la forma de una espada de energía que puede quemar a través del metal y un látigo.
- Alexandra Shipp como Ororo Munroe / Tormenta: Una huérfana mutante egipcia que es una admiradora de Mystique, puede controlar el clima y encuentra una figura paterna en Apocalipsis. Al principio tenía el pelo color negro que luego cambia a un blanco permanente cuando Apocalipsis mejora sus poderes, cambiando también su aspecto estético y se convierte en la primera de sus jinetes conocida como Hambre, contrario al canon de los cómics donde el color de su pelo es algo que proviene de su ascendencia. Shipp se afeitó la cabeza parcialmente y lucía un Mohawk para el papel.[4][5]
- Ben Hardy como Warren Worthington / Ángel: Un mutante con alas y plumas de un pájaro y es el tercer jinete en ser seleccionado, conocido como Muerte ganando alas metálicas. Ángel muere cuando intenta impedir que los X-Men escapen con Charles Xavier en un jet.

### Otros
- Lucas Till como Alex Summers / Havok: Un mutante que tiene la capacidad de absorber la energía y liberarla con la fuerza destructiva de su cuerpo, y es el hermano mayor de Cíclope.
- Lana Condor como Jubilation Lee / Júbilo: Una estudiante china estadounidense mutante en la escuela de Charles, que tiene la capacidad de crear energía psiónica plasmoides.
- Josh Helman como William Stryker: Un militar con creencias anti-mutantes. Diez años desde X-Men: días del futuro pasado, Stryker ha estado desarrollando su propio plan de cómo quiere proceder con el «problema mutante».
- Tomas Lemarquis como Caliban: Un extraño comerciante e informante alemán que trabaja en el mercado negro de Berlín. Era el empleador de Psylocke y tenía contactos con Mystique.
- Carolina Bartczak como Magda Lehnsherr: Esposa humana de Erik Lehnsherr/Magneto. Ambos tienen una hija llamada Nina.
- Giant Gustav Claude Ouimet como Blob.
- Monique Ganderton como Muerte: Fue el parte del último grupo de jinetes que tuvo Apocalipsis hasta su regreso, además de ser su mano derecha en ese entonces, fue la última en morir, fue sustituida por Ángel.
- Rochelle Okoye como Hambre: Fue el parte del último grupo de jinetes que tuvo Apocalipsis hasta su regreso, fue sustituida por Storm.
- Warren Scherer como Peste: Fue el parte del último grupo de jinetes que tuvo Apocalipsis hasta su regreso, fue sustituido por Psylocke.
- Fraser Aitcheson como Guerra: Fue el parte del último grupo de jinetes que tuvo Apocalipsis hasta su regreso, fue sustituido por Magneto.
- Hugh Jackman como James «Logan» Howlett / Wolverine (no acreditado): Un mutante con el poder de regeneración, lo que lo hace envejecer más lento y recuperarse de sus heridas de manera rápida. Además, se le agregó Adamantium (metal virtualmente indestructible) a sus huesos, sumando el poder de sacar de sus puños garras de dicho metal.

## Doblaje
| Intérpretes        | Personaje                        | Doblaje para Hispanoamérica | Doblaje para España  |
| ------------------ | -------------------------------- | --------------------------- | -------------------- |
| James McAvoy       | Charles Xavier / Profesor X      | Irwin Daayán                | Juan Logar Jr.       |
| Michael Fassbender | Erik Lehnsherr / Magneto         | Ricardo Tejedo              | Iñaki Crespo         |
| Jennifer Lawrence  | Raven Darkholme / Mística        | Carla Castañeda             | Adelaida López       |
| Nicholas Hoult     | Hank McCoy / Bestia              | Víctor Ugarte               | Jesús Pinillos       |
| Rose Byrne         | Moira MacTaggert                 | Leyla Rangel                | Pilar Martín         |
| Evan Peters        | Peter Maximoff / Mercurio        | Luis Leonardo Suárez        | Rodri Martín         |
| Tye Sheridan       | Scott Summers / Cíclope          | Arturo Castañeda            | Adolfo Moreno        |
| Sophie Turner      | Jean Grey                        | Karen Vallejo               | Blanca Hualde (Neri) |
| Kodi Smit-McPhee   | Kurt Wagner / Rondador Nocturno  | Bruno Coronel               | Álvaro de Juan       |
| Oscar Isaac        | En Sabah Nur / Apocalipsis       | Eduardo Ramírez             | Guillermo Romero     |
| Olivia Munn        | Betsy Braddock / Mariposa Mental | Gwendolyne Flores           | Belén Rodríguez      |
| Alexandra Shipp    | Ororo Munroe / Tormenta          | Betzabé Jara                | Danai Querol         |
| Ben Hardy          | Warren Worthington / Ángel       | Gabriel Ramos               | Raúl Lara            |
| Lucas Till         | Alex Summers / Havok             | Claudio Velázquez           | Adrián Viador        |
| Lana Condor        | Jubilation Lee / Júbilo          | Monserrat Mendoza           | Sonia Latorre        |
| Josh Helman        | William Stryker                  | Alan Bravo                  | Pablo Sevilla        |
| Tomas Lemarquis    | Caliban                          | Gerardo Alonso              | Juan Antonio Soler   |
| Carolina Bartczak  | Magda Lehnsherr                  | Marisol Romero              | Beatriz Berciano     |
| Hugh Jackman       | Logan / Wolverine / Arma X       | Humberto Solórzano          | Gabriel Jiménez      |

## Sinopsis
Al cambiar la historia de la creación de los Centinelas, un ser que ha sido adorado como un Dios desde el antiguo Egipto, llega desde el alba de la civilización. Apocalipsis, el primero y más poderoso de los mutantes del Universo de los X-Men de Marvel, ha amasado los poderes de muchos otros mutantes, convirtiéndose en inmortal e invencible. Tras su despertar después de miles de años, está desilusionado con el mundo que encuentra y recluta a un equipo de poderosos mutantes, incluyendo a un descorazonado Magneto (Michael Fassbender), para eliminar a la raza humana y crear un nuevo orden mundial, sobre el que él reinará. Como el destino de la Tierra pende de un hilo, Raven (Jennifer Lawrence), con la ayuda de Charles Xavier (James McAvoy), debe liderar a un equipo de jóvenes X-Men para detener a su mayor némesis y salvar a la raza humana de la completa destrucción. A pesar de su similitud, el guion, no está estrictamente basado en los hechos de la Era de Apocalipsis, se trata de una adaptación, con desarrollo y estructura temporal diferente.

## Producción
El 5 de diciembre de 2013 Bryan Singer, a través de su cuenta de Twitter, anunció una nueva película: X-Men: Apocalypse. La revista Entertainment Weekly confirmó con 20th Century Fox que su estreno está programado para el 27 de mayo de 2016. Pocos días después, en una entrevista con Empire, la describió como «más una secuela de Primera generación», aunque acontecida tras Días del futuro pasado. La película supondrá el regreso a la saga de los guionistas Dan Harris y Michael Dougherty, además de Simon Kinberg. El 11 de abril de 2014, Entertainment Weekly reportó que James McAvoy, Michael Fassbender, Nicholas Hoult, Jennifer Lawrence y Evan Peters volverán a repetir sus papeles para esta secuela, también el actor Guatemalteco Oscar Isaac en la piel del villano Apocalypse, y en la que, además, también aparecerán las versiones jóvenes de Cyclops, Jean Grey y Storm. También se planea incluir a otros miembros del reparto original. El 22 de septiembre de 2014 se confirmó que el elenco original y principal de X-Men: primera generación y X-Men: días del futuro pasado conformado por James McAvoy, Michael Fassbender, Nicholas Hoult y Jennifer Lawrence volverían. También se confirmó que las versiones jóvenes de personajes de Cíclope, Storm y Jean Grey aparecerían en la película. En enero se confirmaron a los actores Tye Sheridan como Cíclope, Sophie Turner como Jean Grey y a Alexandra Shipp como Tormenta. Finalmente se afirmó que Bryan Singer volvería como director. Dentro de lo último también se ha dado a conocer que el actor Hugh Jackman reaparecerá como Wolverine aunque con un papel no tan importante pero aun así volverá a aparecer siendo el único miembro del elenco de la primera trílogia en formar parte de esta película.
X-Men Apocalipsis comenzó su rodaje en abril de 2015 en Canadá para luego pasar a Montreal. En mayo, a un mes de rodaje, el director Bryan Singer anunció que el mutante Caliban formaría parte del elenco de la película y el actor Tomas Lemarquis fue el elegido para interpretarlo.

## Promoción
El elenco de la película se presentó en la Convención Internacional de Cómics de San Diego 2015. Allí se presentó todo el reparto a excepción de Rose Byrne, Josh Helman y Tomas Lemarquis. Durante la convención se presentó un póster que muestra el rostro de Apocalipsis y en él, el Instituto Xavier destruido, también se presentó el logo de la película y un teaser tráiler que se filtró en la red. Días después la revista Entertainment Weekly liberó varias imágenes de la película incluyendo los vistazos oficiales a personajes como Cyclops, Jean Grey, Storm, Jubilee, Nightcrawler, Psylocke, Quicksilver, Magneto, Mystique, el Profesor Xavier, Havok, Moira MacTaggert y del villano Apocalipsis.

## Errores de continuidad
Una constante en la franquicia de los X-Men han sido los errores de continuidad que comenzaron con X-Men 3 y se incrementaron considerablemente a partir de X-Men: primera generación. Al igual que sus predecesoras, esta novena entrega de los X-Men arrastra numerosos errores de continuidad.
La historia de esta película está ambientada en 1983 (10 años después de los Acuerdos de Paz en París). En una de las escenas del comienzo, Alex lleva a su hermano Scott hasta la escuela del Profesor Xavier para que lo ayuden a controlar sus rayos ópticos, mientras que el Profesor Xavier se encontraba dando una clase y les pregunta a sus alumnos sobre el relato de un libro que estaba leyendo, en ese momento se puede ver a Jubilee que levanta la mano ansiosa por responder. La aparición de Jubilee genera un error de continuidad ya que el personaje había aparecido anteriormente como una adolescente en la trilogía clásica de los X-Men ambientada en la década del 2000, pero en X-Men: Apocalipsis cuya historia transcurre 20 años antes, Jubilee sigue luciendo como una adolescente a pesar de que ella no posee un factor curativo que retrase su envejecimiento.
El Profesor Xavier es otro de los personajes que no envejecen en 20 años. Xavier se veía como un joven de 32 años cuando se graduó de la Universidad de Oxford en X-Men: primera generación ambientada en 1962, pero en X-Men: Apocalipsis sigue luciendo como un joven en sus 30, esta juventud prolongada contradice a la película X-Men origins: Wolverine en donde la trama principal transcurre entre finales de los 70 y principios de los 80, casi en el mismo año que X-Men: Apocalipsis, y el Profesor Xavier aparece en su etapa de la vejez, interpretado por Patrick Stewart durante la pelea final para rescatar de La Isla a los mutantes que escaparon del laboratorio de Stryker.
Magneto tampoco ha envejecido en 20 años. Cuando él conoció a Xavier en X-Men: primera generación, tenía 34 años, sin embargo 20 años después sigue luciendo igual de joven a pesar de que el no posee un factor curativo que retrase su envejecimiento.
Psylocke es otro de los personajes cuya edad se contradice, el personaje apareció por primera vez en X-Men 3 de 2006 cuya historia es contemporánea al año de su estreno, Psylocke era una joven mujer mutante de 26 años con el poder de transportarse a través de áreas con sombra. Pero en X-Men: Apocalipsis aparece Psylocke como una mujer mutante de 36 años a pesar de que esta película está ambientada 23 años antes de X-Men 3. Este error se debe a que en X-Men: Apocalipsis introdujeron a Psylocke en una época en la que apenas debería haber nacido, además de seleccionar para el papel a Olivia Munn quien tiene la misma edad que Melançon Meiling (45 años). Por otro lado, la historia de ambas Psylocke es completamente diferente, la Psylocke de X-Men: Apocalipsis trabajaba como guardaespaldas de Caliban en Alemania y luego se unió a los Jinetes de En Sabah Nur, mientras que la Psylocke de X-Men 3 es una jovencita que vive en Estados Unidos y forma parte del grupo mutante conocido como Los Omegas aliados a La Hermandad de Magneto.
Raven regresa al Instituto para jóvenes dotados después de rescatar a Kurt Wagner, y busca a Xavier para que la ayude a encontrar a Erik. Cuando Xavier regresa de la CIA, habla con Raven en su oficina y le dice que le alegra verla en casa otra vez, Raven le responde que el instituto jamás fue su casa y que ya no reconoce el lugar, Xavier le dice que ha hecho varios cambios y que quiere convertir el instituto en una universidad para humanos y mutantes, Raven le responde que ella también pensó que los humanos podrían convivir en paz con los mutantes después del incidente en Washington pero cree que nada ha cambiado desde entonces porque los humanos siguen discriminando a los mutantes solo que ahora “son más diplomáticos” por eso decidió ocultarse de los humanos transformándose en humana la mayor parte del tiempo. Esto se contradice con la personalidad que tenía desde su primera aparición en la trilogía clásica pues ella siempre había odiado a los humanos y no quería parecerse a ellos, en X-Men 2 Kurt Wagner le dice que escuchó sobre los poderes de ella para imitar a cualquier individuo incluyendo su voz, Mystique se lo confirma imitando la voz de Kurt con exactitud y Kurt le pregunta por qué no usa sus poderes para lucir como un humano normal, a lo que Mystique le responde que no desea verse como los humanos. Incluso en X-Men: primera generación le dieron un origen a su personalidad rebelde y orgullosa, ella siempre quiso mostrarse públicamente con su forma natural azul pero Xavier siempre la contenía y le decía que no lo hiciera. Cuando conoció a Erik Lehnsherr, este le dijo que era hermosa tal como ella es, esa fue la razón que la motivó a unirse a Magneto al final de esa película diciéndole a Hank “jamás lo olvides, mutantes y orgullosos”.
William Stryker capturó a Moira junto con tres mutantes cuando la mansión de Xavier explotó por causa de Havok. Scott, Jean y Kurt deciden seguir a Stryker hasta su base militar en el Lago Alkali, una vez dentro, intentan encontrar la manera de rescatar a sus amigos pero son descubiertos por uno de los guardias. Los adolescentes escapan y se esconden en el laboratorio de Stryker donde hay un contenedor con un mutante adentro, cuando los soldados de Stryker entran, Jean decide soltar al mutante que resulta ser Wolverine. La aparición de Wolverine genera un nuevo error de continuidad en la franquicia ya que al final de X-Men: días del futuro pasado, Wolverine había sido rescatado del río por Raven (convertida en Stryker) luego de la lucha en la Casa Blanca, nunca explicaron cómo terminó siendo capturado por el verdadero Stryker. El guionista Simon Kinberg ha justificado este error en una entrevista con Cinemablend explicando que el futuro se puede cambiar pero al final las cosas acaban “volviendo al mismo sitio desde donde empezó”. Dos años después, Bryan Singer se sinceró y publicó un mensaje en su cuenta de Instagram donde dijo que esa escena de Mystique al final de la película de 2014 fue algo que se les ocurrió al terminar la producción del film.

## Recepción

### Taquilla
La película recaudó 65 769 562 USD en su primer fin de semana en Estados Unidos y 200 400 000 USD en otros territorios para un total a nivel mundial de 379 539 542 USD. Hasta el 1 de septiembre de 2016, la película ha recaudado 155 442 489 USD en la taquilla estadounidense y 387 419 201 USD en la taquilla extranjera, recaudando un total de 539 719 896 USD.

### Crítica
La película ha recibido críticas mixtas a positivas. En Rotten Tomatoes la película tiene una aprobación de 52%, basado en 131 críticas, con una calificación promedio de 5,6/10. En Metacritic la película tiene una puntuación de 52 sobre 100, basada en 47 críticas, como indicador de «críticas mixtas o regulares».
Mike LaSalle de San Francisco Chronicle le dio a la película una crítica positiva, llamándola «una película de acción pensante» y que se completaba por sus grandes expectativas. Bruce Kirkland de Toronto Sun le dio a la película una crítica positiva, sabiendo «Pieza por pieza, Singer encaja esta novena película en la franquicia (que incluye Deadpool) en el universo de los X-Men como una pieza maestra del rompecabezas. Lo hace tan bien, al menos en términos de continuidad, que la franquicia de los X-Men todavía tiene un vigoroso futuro.»
Mike Ryan de Uproxx le dio a la película una crítica negativa, nada se sintió redundante y estático, escribiendo, «Lo entiendo: La vida es difícil para los mutantes. Todos lo entendemos. Es literalmente lo único de lo que los mutantes parecen hablar. Es raro que otros superhéroes parecen divertirse, pero nunca los X-Men. Aquí estamos, dieciséis años después, y todos los involucrados siguen tristes. Se siente repetitivo.» Scott Mendelson de Forbes notó que la serie se siente repetitiva, escribiendo, «X-Men: Apocalypse es lo poco sin peso, sin alma de aburrimiento que hace de las películas de superhéroes parecer malas y no me hace pedir una próxima entrega.»